# 林定邦
林定邦（1808年—1850年），諱開泰，大清福建省台灣道台灣府彰化縣阿罩霧莊人，為霧峰林家的宗長、鄉勇之首領，據《林氏家譜》記載其為「連庄總理」，但史學家鷹取田一郎考證其為「甲首」、連橫考證其為「鄉甲首」，死後清廷誥授振威將軍，追贈資政大夫。

## 生平

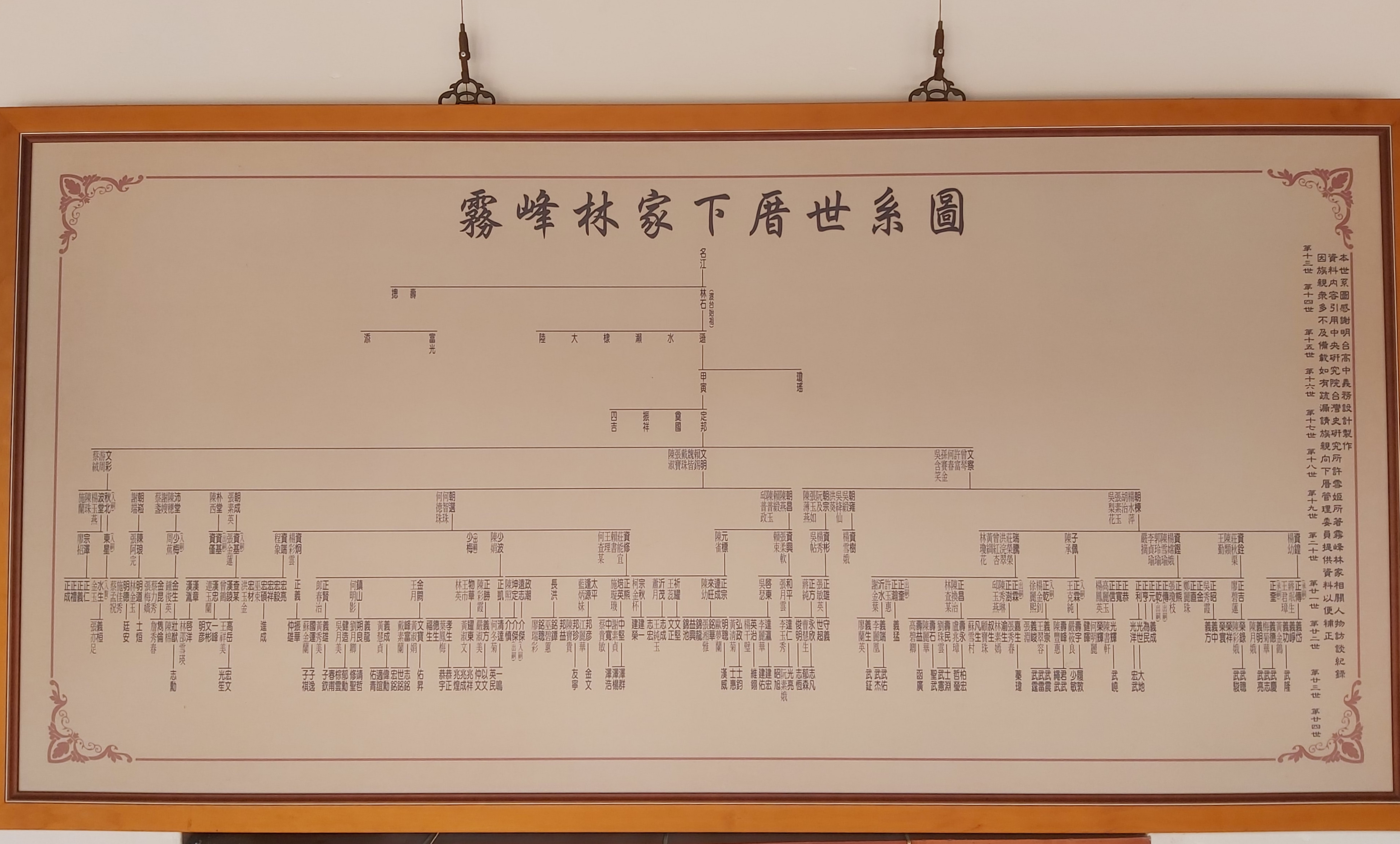
霧峰林家「下厝」世系圖，林定邦即霧峰林家「下厝」始祖。

林定邦生於清嘉慶十三年（1808年）六月二十日，為父親林甲寅長子，弟林奠國、林振祥、林四吉（螟蛉子）。家族自其父開始遷居於阿罩霧。道光十七年（1837年），父親林甲寅為諸子分家，身為長子的林定邦配發至林宅「草厝」分得1700甲土地、二弟林奠國遷居目前林宅「蓉鏡齋」分得近800甲土地，往後發展的派下分別稱為「下厝」、「頂厝」，長房定邦一脈代出武將；二房奠國一脈則出文官，各自開創一番基業。林定邦承襲父親地產為一小康地主，雇有長工五、六位，有田十多甲。個性溫和，與附近族人鄰里友好，在聚落中為頭人，協助排難解紛，鄉人舉爲連庄總理。時民俗愚蒙、法網疎闊，強者恣爲暴戾、弱者困於憑陵。道光三十年（1850年），林定邦的族人林連招被草湖庄土豪林媽盛（又稱林和尚）擄走勒索重金，林定邦在協調事件中，被對方黨羽持銃射擊中彈身亡，同行的18歲次子林文明也被毒毆重傷而監禁。消息傳出後，林定邦長子林文察欲招集族人衝殺報復，遺孀戴氏則認為事情混沌不明且次子林文明仍在對方手上，不宜貿然衝殺前往。林文察聽從母親建議，攜帶禮物拜訪對方，了解事故發生原因，最終攜回父親遺體與負傷的二弟。林定邦死後，其弟林奠國查出開銃者乃林媽盛工人林概，乃赴縣控告，但緝拿無獲。咸豐元年（1851年）六月某日，林文察、林文明兩兄弟歷經34個月不斷追捕，終於卒綑林和尚於先父林定邦墓前，瀝其血以祭父。父仇已報，林文察唯恐連累家人，毅然向臺南府城官府自首，日後將功贖罪。

## 家庭
林定邦妻子林戴蔥娘，生於嘉慶十三年（1808年），卒於光緒九年（1883年），諡溫恭，誥封一品夫人，是面臨家庭變故時多次帶領霧峰林家忍辱負重、轉危為安的關鍵人物。林定邦與戴氏之間育有三子，分別為長子林文察、次子林文明、三子林文彩。